# 逝绝真鲨
逝绝真鲨（学名：Carcharhinus obsoletus）又名遗失之鲨（英文：Lost shark），是一种可能绝灭的真鲨。

## 词源
逝绝真鲨的种加词obsoletus源于拉丁语中的灭绝一词，因为该物种已有数十年未有记录。

## 分布范围及栖息地
逝绝真鲨的具体范围和栖息地均不明确，仅已知逝绝真鲨曾在中西太平洋被发现过。它们可能与小尾真鲨亚组下的其他物种一样，常在沿岸浅水域活动。

## 历史
现时对逝绝真鲨的认知仅限于三具采集于19世纪末至20世纪30年代间的标本。其中模式标本采集于泰国曼谷，但该标本的采集者与采集日期均不明。其余两个标本分别采集于1894年的马来西亚砂拉越和1934年的越南胡志明市，而在1934年之后再无与逝绝真鲨相关的记录。
逝绝真鲨曾因为数处细微的形态测量学差异而作为一个尚待解决且存在争议的未描述物种，Carcharhinus sp.A，被列出并研究。 其曾被尝试性地分类为小尾真鲨（Carcharhinus porosus），但2019年的一项研究发现逝绝真鲨的牙齿和吻部特征与小尾真鲨存在差异，故将其作为一个新物种从小尾真鲨中分离开来。而逝绝真鲨的第二背鳍与臀鳍的相对位置及较低的椎骨数目使得它们很容易与其同类区分开来。

## 现状
自1934年以来已有近80余年未有关于逝绝真鲨的野外采集或鉴别记录，而在过去二十年内对鱼类市场开展的广泛调查亦未能发现该物种的近期标本。记录的缺乏限制了对逝绝真鲨生活史范围及栖息地需求的精准评估。小尾真鲨亚组物种的体型相对较小，但已有的生物学数据表明其繁殖能力是有限的。而泰国、越南及婆罗洲这三个已知的标本采集地正遭受到大量不受限制的沿海渔业的影响。有限的繁殖能力加之浅海栖息地暴露在严重的捕捞活动中，加剧了含逝绝真鲨在内的小尾真鲨亚组物种的灭绝风险。然而，长期未有目击记录的婆罗真鲨（Carcharhinus borneensis）于2004年的重新发现使得逝绝真鲨尚有仍然生存的希望。